# کوه البرز (بلخ)
کوه البرز یک یال کوهی در ولایت بلخ افغانستان است. این کوه در جنوب بلخ و در حدود ۲۰ کیلومتری جنوب غربی مزار شریف قرار دارد. ارتفاع اعظمی این کوه به ۱۴۱۲ متر می‌رسد. پهلوهای این کوه شیبی شمال-جنوبی دارند. رودهای شادیان و مرمل در دره‌های این کوه جاری هستند. نویسنده کتاب حدود العالم که نزدیک هزار سال قبل نوشته شده‌است نشانی البرز کوه افسانه ای را حوالی بلخ داده‌است.

## نام
نام این کوه در اوستایی به شکل هره بره زیتی (Harabarazaiti) و در پهلوی به صورت هره برُز (Hara Borz) آمده‌است. هره بُرز از دو کلمه «هره» به معنی کوه و «بُرز» به معنی بلند ترکیب یافته‌است که معنای کوه بلند و مرتفع را دارد. این کوه در تاریخ مشهور است و همان کوهی است که در داستان نبرد اسفندیار با رستم فردوسی از آن در شاهنامه یاد کرده‌است. بر اساس روایات تاریخی به سبب موقعیت این کوه شاهان بالای آن کاخ و قلاع نظامی بنا می‌کردند که خرابه‌های آن اکنون موجود است و گواه این مدعا می‌باشد.

## جغرافیا
احجار تشکیل یافته البرز بیشتر آهکی و سلفر می‌باشد که توسط قشر ضخیم رس پوشانده شده‌است. دامنه‌های آن توسط خاک رس و علف‌های خشک شده تقویت گردیده شرایط مطلوب را برای زراعت للمی تشکیل می‌دهد.
بزرگترین معدن گوگرد افغانستان در ولسوالی چمتال ولایت بلخ نیز از همین کوه استخراج می‌شود. این معدن دارای گوگرد رسوبی است که در بین طبقات ترشیری جای گرفته و حاوی یک میلیون تُن گوگرد خام است. فیصدی این گوگرد در بعضی قسمت‌ها به ۷۴۳ درصد می‌رسد.
دامنه‌های آن پوشیده از علفزارها و گیاهان طبی خودرو بوده که مکان مناسب برای تربیه دام را تشکیل داده‌است. بخش‌های سنگزار و خاکی آن نیز دارای جنگلات کثیر پسته و بادام است.